# Puerto Chacabuco
Puerto Chacabuco est une ville située dans la région Aisén del General Carlos Ibáñez del Campo, au Chili. Elle est rattachée administrativement à la communauté d'Aisén, dans la province du même nom. La ville se trouve à l'extrémité du fjord Aisén. Principal port de la région, il sert d'escale aux navires desservant le parc national Laguna San Rafael et de terminus au service de ferry Navimag, en provenance de Puerto Montt.
Avant les grands incendies des forêts patagoniennes et l'éruption du mont Hudson en 1991, Puerto Aysén était le principal port du fjord Aisén, cependant, les cendres et l'érosion des terres alentour ont rendu le río Aisén moins navigable et le port a dû être déplacé plus près de la côte, à l'emplacement actuel de Puerto Chacabuco.
Puerto Chacabuco a été nommé d'après la bataille de Chacabuco qui eut lieu en 1817 pendant la guerre d'indépendance chilienne.